# Felicity Galvez
Felicity Madeline Galvez (Melbourne (Victoria), 4 maart 1985) is een Australische zwemster. Ze vertegenwoordigde haar vaderland op de Olympische Zomerspelen 2004 in Athene en de Olympische Zomerspelen 2008 in Peking.

## Zwemcarrière
Bij haar internationale debuut, op de wereldkampioenschappen kortebaanzwemmen 2002 in Moskou, strandde Galvez in de series van de 200 meter vlinderslag. In Yokohama nam de Australische deel aan de Pan Pacific kampioenschappen zwemmen 2002, op dit toernooi eindigde ze als vierde op de 200 meter vlinderslag en als dertiende op de 100 meter vlinderslag.
Op de Wereldkampioenschappen zwemmen 2003 in Barcelona eindigde Galvez als zevende op de 200 meter vlinderslag. Tijdens de Olympische Zomerspelen van 2004 in Athene eindigde de Australische als vijfde op de 200 meter vlinderslag. In Indianapolis nam Galvez deel aan de wereldkampioenschappen kortebaanzwemmen 2004, op dit toernooi eindigde ze vijfde op de 200 meter vlinderslag.

### 2005-2008
Op de wereldkampioenschappen zwemmen 2005 in Montreal eindigde Galvez als vijfde op de 200 meter vlinderslag. Op de 4x100 meter wisselslag zwom ze samen met Giaan Rooney, Brooke Hanson en Jodie Henry in de series. In de finale werd het viertal vervangen door het kwartet Sophie Edington, Leisel Jones, Jessicah Schipper en Libby Lenton, deze vier sleepten de wereldtitel in de wacht. Voor haar inspanningen in de series ontving Galvez de gouden medaille.
Tijdens de Gemenebestspelen 2006, in haar geboorteplaats Melbourne, veroverde de Australische de zilveren medaille op de 200 meter vlinderslag. In Melbourne nam Galvez deel aan de wereldkampioenschappen zwemmen 2007 op dit toernooi werd ze uitgeschakeld in de halve finales van de 200 meter vlinderslag. Samen met Emily Seebohm, Tarnee White en Jodie Henry zwom ze in de series van de 4x100 meter wisselslag. In de finale veroverde Seebohm samen met Leisel Jones, Jessicah Schipper en Libby Lenton de wereldtitel.
Op de Wereldkampioenschappen kortebaanzwemmen 2008 in Manchester veroverde de Australische de gouden medaille op de 50 en de 100 meter vlinderslag, op de 200 meter vlinderslag legde ze beslag op de zilveren medaille. Samen met Rachel Goh, Sarah Katsoulis en Alice Mills sleepte ze de zilveren medaille in de wacht op de 4x100 meter wisselslag. Tijdens de Olympische Zomerspelen van 2008 in Peking zwom Galvez samen met Angie Bainbridge, Melanie Schlanger en Lara Davenport in de series van de 4x200 meter vrije slag. In de finale werd het viertal vervangen door het kwartet Stephanie Rice, Bronte Barratt, Kylie Palmer en Linda Mackenzie, deze vier veroverden de gouden medaille. Op de 4x100 meter wisselslag zwom ze samen met Emily Seebohm, Tarnee White en Shayne Reese in de series, in de finale sleepte Seebohm samen met Leisel Jones, Jessicah Schipper en Libby Trickett de titel in de wacht. Voor haar inspanningen in de series ontving Galvez twee gouden medailles.

### 2009-heden
In Rome nam Galvez deel aan de wereldkampioenschappen zwemmen 2009, op dit toernooi strandde ze in de halve finales van de 100 meter vlinderslag. Samen met Libby Trickett, Marieke Guehrer en Shayne Reese sleepte ze de bronzen medaille in de wacht op de 4x100 meter vrije slag. Op de 4x200 meter vrije slag vormde ze samen met Ellen Fullerton, Merindah Dingjan en Bronte Barratt een team in de series, in de finale eindigden Fullerton, Dingjan en Barratt samen met Stephanie Rice op de vijfde plaats.
Op de Pan Pacific kampioenschappen zwemmen 2010 in Irvine eindigde de Australische als tiende op de 100 meter vlinderslag, op de 50, 100 en 200 meter vrije slag werd ze uitgeschakeld in de halve finales. Op de 4x100 meter vrije slag legde ze samen met Yolane Kukla, Emily Seebohm en Alicia Coutts beslag op de zilveren medaille. Tijdens de Gemenebestspelen 2010 in Delhi eindigde Galvez als vijfde op de 100 meter vlinderslag en als achtste op de 200 meter vlinderslag, samen met Alicia Coutts, Marieke Guehrer en Emily Seebohm veroverde ze de gouden medaille op de 4x100 meter vrije slag. In Dubai nam de Australische deel aan de wereldkampioenschappen kortebaanzwemmen 2010. Op dit toernooi verdedigde ze met succes haar wereldtitel op de 100 meter vlinderslag en legde ze beslag op de zilveren medaille op de 50 meter vlinderslag, op de 200 meter vlinderslag eindigde ze op de 200 meter vlinderslag. Op de 4x100 meter wisselslag sleepte ze samen met Rachel Goh, Leisel Jones en Marieke Guehrer de bronzen medaille in de wacht, samen met Emma McKeon, Kotuku Ngawati en Marieke Guehrer eindigde ze als vierde op de 4x100 meter vrije slag.

## Internationale toernooien
| Jaar | Olympische Spelen                                                                                       | WK langebaan                                                                                       | WK kortebaan                                                                                        | Pan Pacs                                                                                                  | Gemenebestspelen                                              |
| ---- | --- | -------------------------------------------------------------------------------------------------- | --------------------------------------------------------------------------------------------------- | --- | ------------------------------------------------------------- |
| 2002 | | | 9e 200m vlinderslag                                                                                 | 13e 100m vlinderslag 4e 200m vlinderslag                                                                  | geen deelname                                                 |
| 2003 | | 7e 200m vlinderslag                                                                                | | |                                                               |
| 2004 | 5e 200m vlinderslag                                                                                     | | 5e 200m vlinderslag                                                                                 | |                                                               |
| 2005 | | 5e 200m vlinderslag · 4x100m wisselslag · Galvez zwom enkel in de series                           | | |                                                               |
| 2006 | | | geen deelname                                                                                       | geen deelname                                                                                             | 200 m vlinderslag                                             |
| 2007 | | 9e 200m vlinderslag · 4x100m wisselslag · Galvez zwom enkel in de series                           | | |                                                               |
| 2008 | 4x200m vrije slag · Galvez zwom enkel in de series · 4x100m wisselslag · Galvez zwom enkel in de series | | 50m vlinderslag · 100m vlinderslag · 200 m vlinderslag · 4x100 m wisselslag                         | |                                                               |
| 2009 | | 13e 100m vlinderslag · 4x100 m vrije slag · 5e 4x200 m vrije slag · Galvez zwom enkel in de series | | |                                                               |
| 2010 | | | 50m vlinderslag · 100m vlinderslag · 6e 200m vlinderslag · 4e 4x100m vrije slag · 4x100m wisselslag | 29e 50m vrije slag · 21e 100m vrije slag · 23e 200m vrije slag · 10e 100m vlinderslag · 4x100m vrije slag | 5e 100m vlinderslag · 8e 200m vlinderslag · 4x100m vrije slag |

## Persoonlijke records
Bijgewerkt tot en met 19 december 2010

### Kortebaan
| Afstand          | Tijd    | Datum            | Plaats    |
| ---------------- | ------- | ---------------- | --------- |
| 100m vrije slag  | 52,76   | 10 augustus 2009 | Hobart    |
| 200m vrije slag  | 1.54,88 | 12 augustus 2009 | Hobart    |
| 50m vlinderslag  | 24,90   | 17 december 2010 | Dubai     |
| 100m vlinderslag | 55,43   | 19 december 2010 | Dubai     |
| 200m vlinderslag | 2.03,91 | 11 november 2009 | Stockholm |

### Langebaan
| Afstand          | Tijd    | Datum            | Plaats      |
| ---------------- | ------- | ---------------- | ----------- |
| 100m vrije slag  | 54,50   | 18 maart 2009    | Sydney      |
| 200m vrije slag  | 1.58,00 | 13 augustus 2008 | Peking      |
| 50m vlinderslag  | 26,24   | 17 maart 2009    | Peking      |
| 100m vlinderslag | 57,60   | 10 juni 2008     | Barcelona   |
| 200m vlinderslag | 2.07,66 | 8 juni 2008      | Monte Carlo |